# Stylogaster souzai
Stylogaster souzai är en tvåvingeart som beskrevs av Monteiro 1960. Stylogaster souzai ingår i släktet Stylogaster och familjen stekelflugor. Inga underarter finns listade i Catalogue of Life.